# Kinyongia magomberae
Kinyongia magomberae là một loài thằn lằn trong họ Chamaeleonidae. Loài này được Menegon, Tolley, Jones, Rovero, Marshall & Tilbury mô tả khoa học đầu tiên năm 2009.